# Тіпвари
Тіпва́ри (рос. Типвары, чув. Типвар) — присілок у складі Красноармійського району Чувашії, Росія. Входить до складу Чадукасинського сільського поселення.
Населення — 20 осіб (2010; 23 у 2002).
Національний склад:
- чуваші — 100 %